# Huelet Benner
Huelet Benner (n. 1 noiembrie 1917, Paragould⁠(d), Arkansas, SUA – d. 12 decembrie 1999, Tampa, Florida, SUA) a fost un trăgător de tir ce a reprezentat Statele Unite ale Americii, medaliat olimpic. A participat la 3 ediții ale Jocurilor Olimpice (1948, 1952, 1956) în care a câștigat o medalie de aur.